# The Courage of Others
The Courage of Others är det tredje studioalbumet av det amerikanska indiebandet Midlake, utgivet 1 februari 2010.

## Låtlista
| Nr           | Titel                     | Längd |
| ------------ | ------------------------- | ----- |
| 1.           | Acts of Man               | 2:55  |
| 2.           | Winter Dies               | 5:04  |
| 3.           | Small Mountain            | 3:39  |
| 4.           | Core of Nature            | 4:29  |
| 5.           | Fortune                   | 2:05  |
| 6.           | Rulers, Ruling All Things | 4:22  |
| 7.           | Children of the Grounds   | 3:55  |
| 8.           | Bring Down                | 3:37  |
| 9.           | The Horn                  | 4:07  |
| 10.          | The Courage of Others     | 3:17  |
| 11.          | In the Ground             | 4:15  |
| Total längd: | Total längd:              | 41:45 |